# Montceaux-lès-Vaudes
 Montceaux-lès-Vaudes  es una población y comuna francesa, en la región de Champaña-Ardenas, departamento de Aube, en el distrito de Troyes y cantón de Bouilly.

## Demografía
| 173 | 202 | 179 | 232 | 223 | 217 |
| Para los censos de 1962 a 1999 la población legal corresponde a la población sin duplicidades (Fuente: INSEE [Consultar]) |     |     |     |     |     |